# Iogassutras

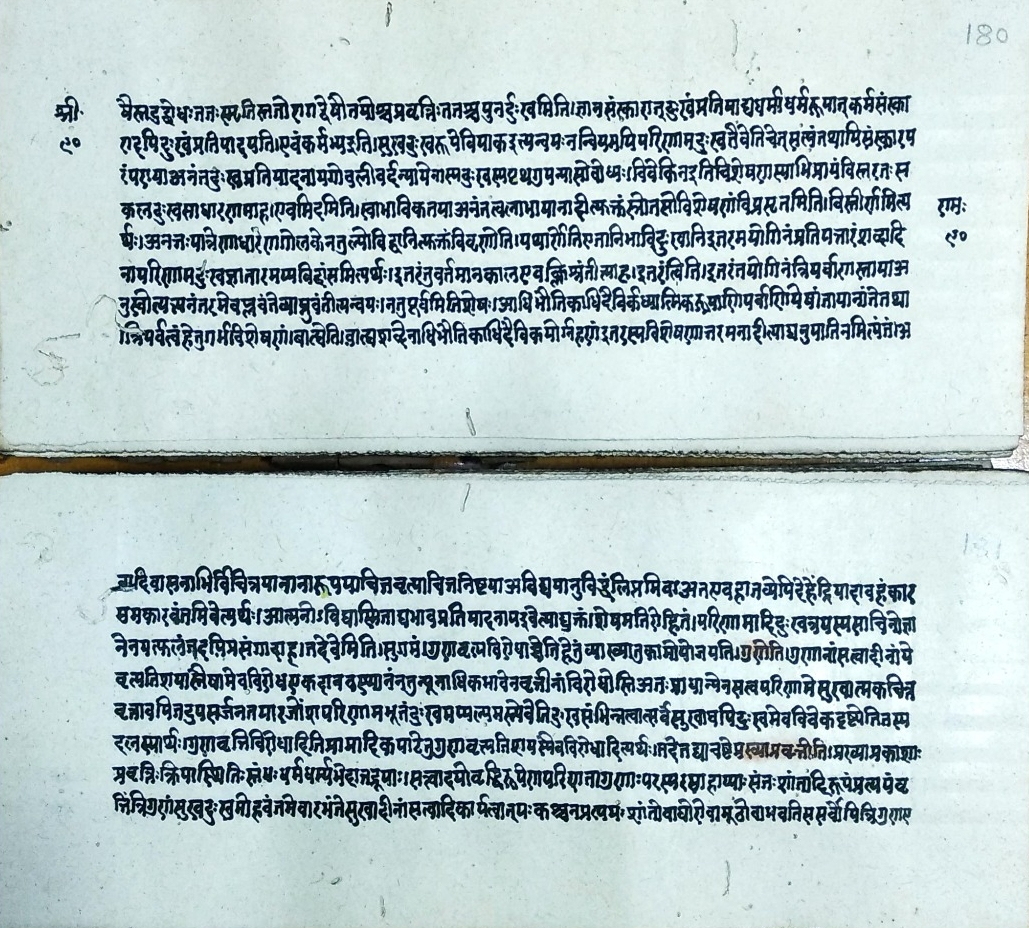
Manuscrito dos Ioga Sutras de Patanjali

Iogassutras são uma coleção de 196 sutras, aforismos (frases), divididos em 4 capítulos, organizados por Patanjali sobre ioga, a partir de tradições mais antigas.. É uma das mais importantes obras da tradição do ioga. Alguns textos sugerem que os iogassutras foram compilados por volta de 400 E.C., outros indicam que eles foram escritos entre os séculos VII e III A.E.C.; a data exata da composição dos Iogassutras não é conhecida. É importante notar que os iogassutras foram transmitidos oralmente por muitos séculos antes de serem finalmente registrados por escrito. 